# Antaioserpens albiceps
Antaioserpens albiceps (північно-східна риюча пласконоса змія) — вид отруйних змій родини аспідових (Elapidae). Ендемік Австралії.

## Поширення і екологія
Північно-східні риючі пласконосі змії мешкають на північному сході Квінсленду, від півострова Кейп-Йорк до Клермонт. Вони живуть у відкритих лісах і рідколіссях та в прибережних лісах.